# Papilla ottica
La papilla ottica (o disco ottico) è l'emergenza del nervo ottico all'interno del bulbo oculare e raccoglie tutti gli assoni delle cellule gangliari della retina. Tali fibre nervose, inizialmente amieliniche, acquistano la guaina mielinica al loro passaggio attraversato la lamina cribrosa della sclera, cui posteriormente ad essa costituiscono il nervo ottico vero e proprio. 
È definito come il punto cieco della retina.

## Descrizione
La forma della papilla ottica è ovale con maggiore diametro verticale, con una depressione centrale fisiologica grande circa un quarto dell'intera area papillare, che non raggiunge mai i bordi della stessa. Ha un colore giallo-rosa, più pallido nella metà laterale. Sempre nella metà laterale è possibile, specialmente nei soggetti miopi, osservare del tessuto sclerale a forma di falce denominato "cono temporale". Il margine, tipicamente netto, può mostrare un'iperpigmentazione falciforme denominata "cono pigmentato".

## Rapporti
La papilla ottica è in stretto rapporto con l'arteria centrale della retina e la vena omonima, che fuoriescono nel bulbo oculare a livello dell'emergenza del nervo ottico, per poi dividersi in quattro rami diretti ai quattro quadranti retinici (temporale superiore e inferiore, nasale superiore e inferiore). I rami arteriosi non sono tra loro anastomizzati e la vascolarizzazione è pertanto di tipo terminale.
All'esame del fondo oculare le arterie risultano di color rosso vivo e di diametro inferiore rispetto alle vene.